# Michael Polcino
Michael Frank Polcino je americký režisér, jenž pracuje na seriálu Simpsonovi. V roce 2021 byl společně s kolegy nominován na Primetime Emmy Award za vynikající krátký animovaný pořad za Maggie Simpsonová v „Síla se probouzí po šlofíku“. Jeho bratr Dominic Polcino je bývalý režisér Simpsonových, který pracuje na seriálu Rick a Morty.

## Scenáristická filmografieSimpsonových
11. řada
- Panská rodina

12. řada
- Podfuk za všechny prachy
- Homerem zapomenuté děti

13. řada
- Srdci neporučíš
- Křeslo pro Homera

14. řada
- Chrám páně Simpsonův
- Bartova válka

16. řada
- Otec, syn a host svatý

17. řada
- Myslete na Marge

18. řada
- Pomsta bývá nejsladší natřikrát

19. řada
- Homer Sevillský
- E. Pluribus Wiggum

20. řada
- Homer a Líza ve při
- Waverly Hills 9021-D'Oh

21. řada
- Čtvrtky s Abiem
- Největší Homer všech dob

22. řada
- Lepší holub v hrsti než pes v boudě
- Mnoho tváří lásky

23. řada
- Krustyho comeback
- Oni, roboti

24. řada
- Strasti lásky

25. řada
- Žiješ jen jednou
- Úlet s Diggsem
- Přátelství za všechny peníze

26. řada
- Marge taxikářkou
- Matleti ze Springfieldu

27. řada
- Dovolená s Flandersem

28. řada
- Důvěřuj, ale prověřuj

29. řada
- Pimprlata
- Vzhůru do Dánska

30. řada
- Máma v sukních
- Dívka, která neumí říci ne

31. řada
- Buď vítěz, nebo Homer
- Bez obrazovek

32. řada
- Po sedmém je každá hezčí
- Krycí jméno D.Ě.D.A.